# Смитс Фолс
Смитс Фолс (енгл. Smiths Falls) је градић у Канади у покрајини Онтарио. Према резултатима пописа 2011. у граду је живело 8.978 становника.

## Становништво
Према резултатима пописа становништва из 2011. у граду је живело 8.978 становника, што је за 2,0% мање у односу на попис из 2006. када је регистровано 9.163 житеља.
| 2006. | 2011. |
| ----- | ----- |
| 9.163 | 8.978 |